# Alice Sabatini
Alice Sabatini (Montalto di Castro, 12 de octubre de 1996) es una jugadora de baloncesto, estudiante y modelo italiana.
Ganadora de la edición número 76 del concurso de belleza Miss Italia, donde participó con la banda de Miss Lacio, compitiendo con el número 5.

## Biografía
Nació en Montalto di Castro en 1996,. Estudia de biotecnología en la Facultad de Química y Tecnología Farmacéutica. Participó en el 2013 de Miss Grand Prix, ganando la banda de Miss Tisanoreica.
Es una jugadora de baloncesto profesional en el equipo Santa Marinella Basket de la Series A2. 
Es la décima Miss Italia proveniente del Lacio. Durante el evento, Sabatini ya había conseguido la banda Miss Cinema, Miss Diva e Donna e Miss Compagnia della Bellezza.